# Cyclophora notigera
Cyclophora notigera är en fjärilsart som beskrevs av Butler 1882. Cyclophora notigera ingår i släktet Cyclophora och familjen mätare. Inga underarter finns listade i Catalogue of Life.